# Monofosfuro di calcio
Il monofosfuro di calcio è il composto chimico di formula CaP. In condizioni normali è un solido nero. Reagisce con acqua e umidità rilasciando difosfano, un composto che si infiamma spontaneamente all'aria.

## Sintesi
Il monofosfuro di calcio si prepara trattando il fosfuro di calcio Ca3P2 con un eccesso di fosforo:
4Ca3P2 + P4  → 12CaP

## Struttura e proprietà
CaP ha una struttura cristallina molto simile a quella di Na2O2. Il solido si può descrivere con la formula Ca2P2, essendo formato da ioni (Ca2+)2 e P24–. Il legame è ionico; i centri difosfuro portano una forte carica negativa e si possono protonare facilmente. In acqua si ha una reazione di idrolisi e il materiale rilascia difosfano (P2H4): 
Ca2P2 + 4H2O → 2Ca(OH)2 + P2H4
Il difosfano si infiamma spontaneamente all'aria, e quindi CaP deve essere conservato al riparo da acqua, aria e umidità.
Il monofosfuro di calcio si decompone a circa 600 °C formando il fosfuro di calcio Ca3P2:
3CaP → Ca3P2 + 1/4 P4